# Clodinafop-propargyl
Clodinafop-propargyl ist eine chemische Verbindung aus der Gruppe der Aryloxyphenoxypropionate. Es ist der Propargyl-Ester von Clodinafop.

## Gewinnung und Darstellung
Clodinafop-propargyl kann aus 3-Amino-2,5-dichlorpyridin gewonnen werden. Ein weiteres Schlüsseledukt in dieser Synthese ist das Tosylat der Milchsäure.

## Eigenschaften
Clodinafop-propargyl ist ein farb- und geruchloser Feststoff. Es hydrolysiert unter sauren Bedingungen nur langsam, jedoch rasch unter alkalischen Bedingungen. Photolyse erfolgt rasch unter Entstehung einer Fülle von anderen chemischen Verbindungen, aber nicht von Clodinafop (freie Säure). Ab einer Temperatur von 285 °C zersetzt sich die Verbindung.

## Verwendung
Clodinafop-propargyl wird als Herbizid verwendet und wirkt gegen Gräser, aber nicht gegen breitblättrige Unkräuter. Die Wirkung beruht auf der Hemmung der Fettsäuresynthese und der Hemmung der Acetyl-coenzym-A-carboxylase. Es wird häufig mit dem Herbizid-Safener Cloquintocet-mexyl eingesetzt.

## Zulassungsstatus
In der Schweiz sind Pflanzenschutzmittel mit Clodinafop-propargyl als Wirkstoff zugelassen, in Deutschland und Österreich keine.
Clodinafop wurde mit Wirkung zum 1. Februar 2007 in der Europäischen Union für Anwendungen als Herbizid zugelassen. In Deutschland sind Pflanzenschutzmittel mit diesem Wirkstoff im Handel, in Österreich und der Schweiz dagegen nicht.